# فورانو ( ايطاليا )
فورانو هي كومونا في مقاطعة رييتي في منطقة لاتيوم الإيطالية ، وتقع على بعد حوالي 45 كيلومتر (28 ميل) شمال روما وحوالي 25 كيلومتر (16 ميل) جنوب غرب رييتي . و في إحصائية اجريت سنة 31 ديسمبر 2004 ، اعتبر عدد سكانها 2697 نسمة وتم تقدير مساحتها بحوالي 17.5 كيلومتر مربع (6.8 ميل2) . 
وتقع فورانو على حدود البلديات التالية: كانتالوبو في سابينا ، فيلاتشيانو ، بوجيو كاتينو ، بوجيو ميرتيتو ، بونزانو رومانو ، سيلسي ، ستيميليانو ، تارانو .
و كنيسة الرعية الرومانية الكاثوليكية هي سانتيسيما ترينيتا .

## روابط خارجية
- www.galsabina.com/forano/